# Пак, Линда
Ли́нда Пак (англ. Linda Park, кор. 린다 박; род. 9 июля 1978, Сеул, Республика Корея) — американская телевизионная актриса (южно-корейского происхождения), известная по роли Хоси Сато в телесериале «Звёздный путь: Энтерпрайз». Сыграла также Мишель Ланс, офицера полиции, в телесериале «Детектив Рейнс» и Дениз Квон в сериале «Женский клуб расследований убийств».

## Личная жизнь
С 2014 по 2022 год Пак была замужем за актёром Дэниелом Бессом. У бывших супругов есть сын — Кассиус Пак Бесс (род. 17 июня 2018).
В 1997 году у Пак была диагностирована системная красная волчанка.

## Избранная фильмография
| Год  |   | Русское название | Оригинальное название | Роль            |
| ---- | - | ---------------- | --------------------- | --------------- |
| 2011 | с | Доктор Хаус      | House                 | доктор Венди Ли |